# Mala Tartarija
Mala Tartarija (francuski: la petite Tartarie, latinski: Tartaria Minor, ruski: Ма́лая Тарта́рия, talijanski: Tartaria Piccola) naziv je za Krimski Kanat u europljanskoj srednjovjekovnoj i novovjekovnoj kartografiji, zemljopisu i historiografiji, sve do pojavljivanja Tavirčeske oblasti, a kasnije Novorosijske gubernije i Tavirčeske gubernije na mjestu Krimskoga Kanata. Unatoč tome izraz se koristi u djelima talijanskih povjesničara do sredine 19 stoljeća, npr. u djelu „Politička geografija” (talijanski: Geografia Politica) Cesarea Cantùa. Mala Tartarija se prostirala današnjom južnom Ukrajinom, Krimom, Rusijom između rijeka Dnjepar i Don. Južno od Male Tartarije nalaze se Crno i Azovsko more.

## Vanjske poveznice
- Hofmann, Johann Jacob, Lexicon Universale, Leiden, 1698., 4. svezak, str. 354.